# Hispanoamerikanci i Latinoamerikanci
Hispanoamerikanci i Latinoamerikanci su nazivi za stanovnike SAD koji su podrijetlom iz zemalja Latinske Amerike ili s Pirinejskog poluotoka kao i za sve stanovnike SAD koji se tako izjašnjavaju.
Hispanoamerikanci i Latinoamerikanci predstavljaju više etničku nego rasnu grupu, a u rasnom pogledu mogu pripadati različitim grupama. Iako se ova dva naziva ponekad koriste kao sinonimi, pojam Hispanci/Hispanoamerikanci ima uže značenje i odnosi se na osobe podrijetlom iz zemalja španjolskog govornog područja, dok se termin Latino/Latinoamerikanci koristi za sve osobe podrijetlom iz zemalja Latinske Amerike (uključujući i Brazil) ali isključuje osobe podrijetlom iz Španjolske. Latinoamerikanci je širi termin i obuhvaća veći broj stanovnika zbog toga što je broj stanovnika podrijetlom iz Brazila višestruko veći od broja stanovnika podrijetlom iz Španjolske. Upotreba ova dva termina je povezana i s lokacijom. Stanovnici podrijetlom iz zemalja španjolskog govornog područja koji žive u istočnom dijelu SAD-a uglavnom se izjašnjavaju kao Hispanci/Hispanoamerikanci, dok se oni koji žive u zapadnom dijelu SAD-a uglavnom izjašnjavaju kao Latinoamerikanci.
Prema posljednjim procjenama, Hispanoamerikanaca i Latinoamerikanaca ima oko 53 milijuna, što je 17,08% od ukupnog broja stanovnika SAD-a. Hispanoamerikanci i Latinoamerikanci su druga najveća etnička grupa u SAD (nakon "Bijelaca nehispanskog podrijetla").
Prvi španjolski doseljenici naselili su se na teritoriji današnjeg SAD-a 1565., kada je osnovano naselje Sent Ogastin na području Floride. Krajem 16. stoljeća Španjolci su formirali prva naselja na području današnjeg Novog Meksika, koja su kasnije izmještena na prostor današnjeg grada El Pasa. U 18. stoljeću španjolski doseljenici osnovali su prva naselja na području Arizone i Kalifornije.

## Vanjske poveznice
- Hispanic Americans in Congress Library of Congress
- Hispanic Heritage in the United States Army
- Popis 2000.
- Latino-Americans Become Unofficial Face of Politics Abroad  Arhivirana inačica izvorne stranice od 26. siječnja 2011. (Wayback Machine) by Josh Miller, PBS, April 27, 2007
- Latino in America - CNN
- Mexican Roots